# Angelo Schiavio
Angelo Antonio Carlo Schiavio (ur. 15 października 1905 w Bolonii, zm. 17 kwietnia 1990 tamże) – włoski piłkarz, który występował na pozycji napastnika. W latach 1925–1934 reprezentant Włoch.
Uczestniczył w igrzyskach olimpijskich w 1928, gdzie zdobył z kolegami brązowy medal. W roku 1934 brał udział w mistrzostwach świata we Włoszech, podczas których zdobył tytuł mistrza świata. 
Był autorem hat tricku w meczu z USA i zagrał w 4 spotkaniach, w których strzelił 4 gole. W czasie trwania turnieju reprezentował klub Bologna FC. W 1954 ponownie pojawił się na mistrzostwach świata (w Szwajcarii) – wraz z Czeislerem prowadził reprezentację Włoch jako trener.